# Astragalus mayeri
Astragalus mayeri là một loài thực vật có hoa trong họ Đậu. Loài này được Micevski miêu tả khoa học đầu tiên.